# Cause finale
La cause finale est l'une des quatre causes qui composent le système de causalité conceptualisé par Aristote dans son œuvre. Il s'agit de la raison en vue de quoi quelque chose est réalisé.

## Concept
Aristote déploie dans son œuvre une pensée de la causalité, c'est-à-dire de ce qui produit des effets. Il explicite sa pensée dans des ouvrages aussi divers que l’Éthique à Nicomaque, la Physique et la Métaphysique. Il distingue dans cette dernière quatre causes qui permettent de répondre à la question : « pourquoi ? ». Il s'agit de la cause matérielle (parce que c'est dans la matière de la chose d'être ainsi), la cause formelle (parce que c'est dans la définition de la chose), la cause motrice ou efficiente (parce qu'un agent l'a faite ainsi), et, enfin, la cause finale (τέλος / télos, la fin).
La cause finale désigne la visée. La cause finale de la construction d'une maison est d'abriter ceux qui vont y habiter. 
Aristote considérait que la cause finale était la plus importante des quatre causes, c'est-à-dire la fin ou la finalité. Aristote distingue à ce sujet deux significations du mot « fin » : la fin comme but (qui est la finalité au sens propre) et celle comme terme (c'est-à-dire ce qui termine une série). L'étude de la cause finale s'appelle, chez Aristote, la téléologie. La cause finale fait l'objet du finalisme.
La cause finale peut être interne dans le cas des objets naturels. La nature dispose en effet de sa causalité finale propre, intérieure. 
La cause finale ne doit pas être confondue avec la cause première, bien qu'elle puisse lui être reliée.

## Application
L’idée de fin domine toutes les conceptions fondamentales d’Aristote, et sert de fil conducteur à toutes ses recherches ; le principe fondamental de sa philosophie naturelle aussi bien que de son éthique et de sa politique repose sur l’idée que le bien suprême s’identifie avec la fin : « Tout art et toute science, comme aussi toute activité et toute détermination volontaire, sont manifestement dirigés vers un bien. » Dans le domaine des actes humains, la cause finale est ce pour quoi l'on agit, le but que l'on se donne, elle recouvre l'intention ; en tant qu’être doué d’une nature rationnelle, l’homme a pour fin immanente la perfection de la nature humaine pleinement réalisée par ses activités raisonnables ; dans le domaine de la physique, les corps lourds chutent pour retrouver leur état de repos naturel (celui dans lequel ils sont ou reviennent à moins d'une intervention extérieure), la chute est due à cette cause finale. Cela ne signifie pas que les objets eux-mêmes ont des intentions, il n'y a pas d'animisme chez Aristote, cela signifie que chez lui la cause n'engendre pas obligatoirement l'effet, entendu par là qu'elle ne provoque pas le changement, qu'elle est distincte de la cause motrice.
Dans la théologie chrétienne, la cause finale de l'homme est appelée « vision béatifique » ou théosis.

## Mise à l'écart méthodique des causes finales auXVIIesiècle
À la fin du XVIe siècle et au début du XVIIe siècle se produit un nouveau regard sur la nature ; il y a changement de perspective ou, selon l’expression de Thomas Samuel Kuhn, de « paradigme ». Ce changement ne concerne pas que le contenu effectif des discours tenus, mais se marque plus profondément dans le changement du type même d’interrogation qu’on adresse à la nature. La philosophie s’interroge alors sur la scientificité non seulement des explications qu’elle donne, mais encore des questions qu’elle pose. L’œuvre de Descartes représente une formulation claire des nouvelles exigences de la science de la nature ; il va le premier en donner les règles. Le rejet, dans sa philosophie, de la recherche des causes finales prend une importance particulière. Il s'agit d'un rejet méthodique en ce sens qu’il est le résultat implicite mais inévitable de la nouvelle méthode : la voie « pour bien conduire sa raison et chercher la vérité dans les sciences » (selon les termes du sous-titre du Discours de la méthode) ne passe simplement plus par là. Ensuite parce qu’il est explicitement justifié par des considérations de méthode, et non par des considérations ontologiques.